# Saunders Lewis
Saunders Lewis (nome completo John Saunders Lewis) (Wallasey, 15 ottobre 1893 – 1º settembre 1985) è stato un poeta, storico e politico gallese.
Fu anche critico letterario e tra i fondatori del partito nazionalista Plaid Cymru. Nel 1970 ricevette la candidatura al Premio Nobel per la Letteratura e nel 2005 la BBC Wales lo inserì fra i 10 personaggi più famosi di sempre.

## Opere

### Poesia
Le sue poesie sono state raccolte nel volume Cerddi Saunders Lewis (Ed. R. Geraint Gruffydd)

### Romanzi
- Monica (1930)
- Merch Gwern Hywel (1964)

### Critica letteraria
- A School of Welsh Augustans (1924)
- Ysgrifau Dydd Mercher (1945)
- Braslun o Hanes Llenyddiaeth Gymraeg (Caerdydd, 1931)
- Meistri'r Canrifoedd (Ed. R. Geraint Gruffydd)
- Meistri a'u Crefft (Ed. Gwynn ap Gwilym)

### Saggi politici
- Canlyn Arthur
- Ati, Wŷr Ifainc
- Tynged yr Iaith

### Altre pubblicazioni
- Saunders Lewis Bruce Griffiths. Cyfres Writers of Wales
- Tân yn Llŷn Dafydd Jenkins, (Storia di Penyberth)
- Un Bywyd o Blith Nifer: Cofiant Saunders Lewis T. Robin Chapman
- Presenting Saunders Lewis (Ed. Alun R. Jones & Gwyn Thomas)
- Annwyl Kate, Annwyl Saunders (Ed. Dafydd Ifans; llythyraeth Saunders con Kate Roberts)
- Annwyl D.J. - Llythyrau D.J., Saunders, a Kate, Ed. Emyr Hywel, (Y Lolfa, 2007). Gohebiaeth D.J. Williams, Saunders Lewis e Kate Roberts.